# Oreneta bruna
L'oreneta bruna (Psalidoprocne fuliginosa) és una espècie d'ocell de la família dels hirundínids (Hirundinidae). És endèmica de la selva montana de Bioko i Mont Camerun. Habita els boscos tropicals i subtropicals de frondoses humits de les terres baixes i de l'estatge montà, així com els herbassars tropicals i subtropicals d'altura. El seu estat de conservació es considera de risc mínim.